# اچ‌اس‌دابلیوام‌اس منی (۳۰)
اچ‌اس‌دابلیوام‌اس منی (۳۰) (به انگلیسی: HSwMS Magne (30)) یک کشتی است که طول آن ۲۵۶ فوت (۷۸ متر) می‌باشد. این کشتی در سال ۱۹۴۲ ساخته شد.